# Park Niepodległości Miasta Tarnowa im. Romana Księcia Sanguszki powstańca 1831 roku – Sybiraka
Park Niepodległości Miasta Tarnowa im. Romana Księcia Sanguszki powstańca 1831 roku – Sybiraka (dawniej: Park na Górze Świętego Marcina, Las miejski „Góra Świętego Marcina”) – park miejski w Tarnowie, usytuowany na północnych stokach Góry Świętego Marcina. 

## Lokalizacja
Park położony jest w południowej części Tarnowa, w dzielnicy Gumniska, na północnych stokach Góry Świętego Marcina. Z centrum miasta prowadzi do niego al. Tarnowskich.

## Patron
Patronem parku jest, żyjący w latach 1800–1881, książę Roman Stanisław Sanguszko herbu Pogoń Litewska – patriota, uczestnik powstania listopadowego odznaczony złotym krzyżem Orderu Virtuti Militari. Za udział w powstaniu skazany na utratę tytułu szlacheckiego, majątku i zesłany na Syberię. Trafił do Tobolska, później na Kaukaz, gdzie odbywał przymusową służbę w carskim wojsku. Po wielu latach, z uszczerbkiem na zdrowiu, wrócił do rodzinnej Sławuty. Zajmował się działalnością gospodarczą na Wołyniu. Był też miłośnikiem i hodowcą koni arabskich.

## Historia

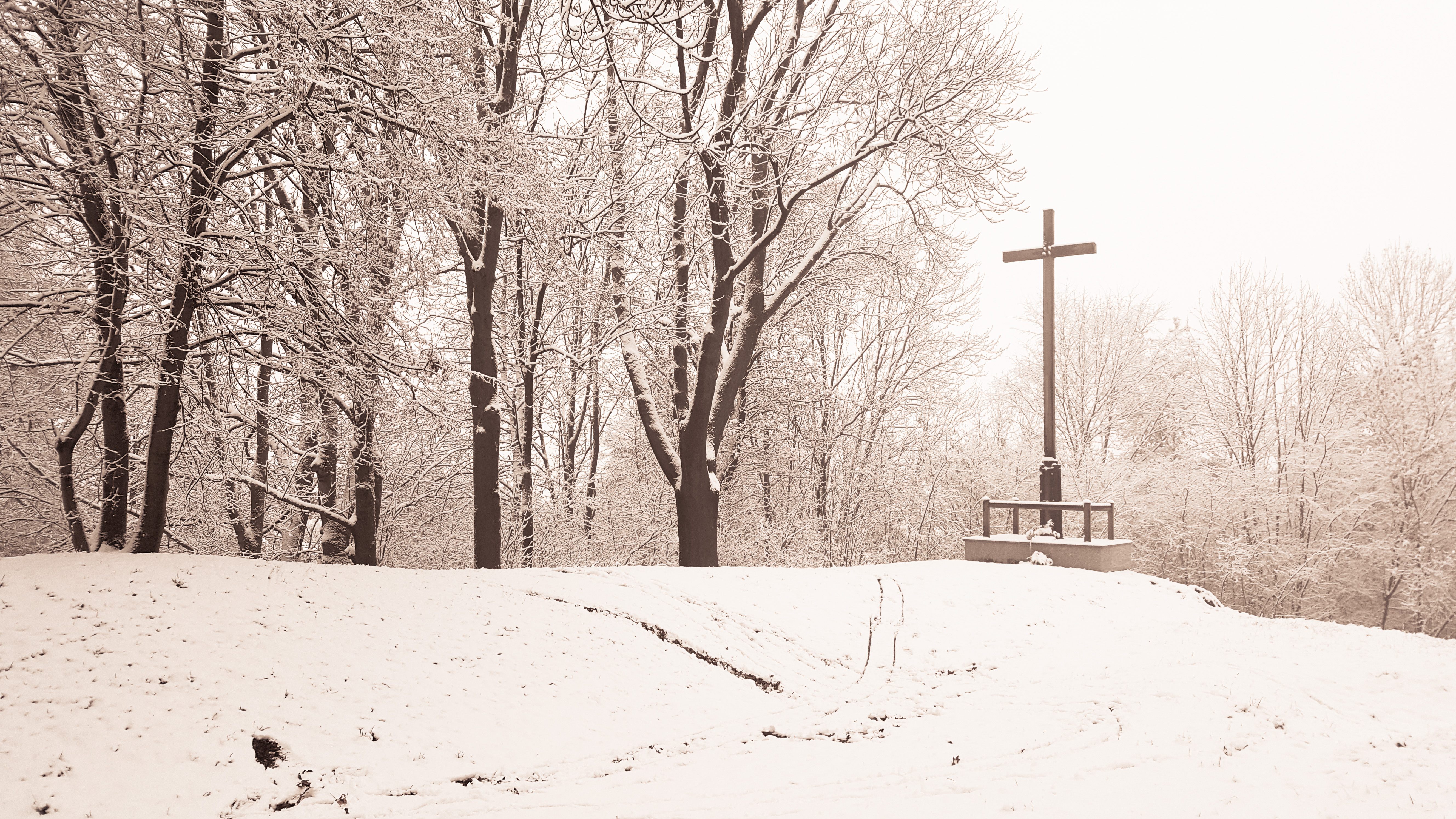
Krzyż ustawiony 26 kwietnia 1935 roku z inicjatywy bpa Franciszka Lisowskiego, upamiętniający zakończenie diecezjalnego jubileuszu odkupienia. Odnowiony w 2016

Pomysł utworzenia parku wokół tarnowskiego zamku zrodził się w latach 30. XX wieku. W 1938 roku książę Roman Władysław Sanguszko, z okazji 20. rocznicy odzyskania przez Polskę niepodległości, darował miastu zalesiony teren o powierzchni ok. 17 ha, w tym ruiny zamku na Górze św. Marcina. 10 listopada 1938 roku podczas uroczystej sesji Rady Miejskiej w Tarnowie odbyło się przekazanie darowizny miastu, jednak z nieznanych powodów nie sporządzono aktu notarialnego. Darczyńca życzył sobie, aby na przekazywanym obszarze powstał park noszący nazwę „Park Niepodległości Miasta Tarnowa im. Romana Księcia Sanguszki powstańca 1831 roku – Sybiraka”. W 1939 roku rozpoczęto prace archeologiczne, wykopaliska odsłoniły fundamenty zamku i resztki wieży. Wybuch II wojny światowej przerwał prace zmierzające do utworzenia parku.
Po zakończeniu działań wojennych las na Górze św. Marcina został upaństwowiony, stając się własnością Lasów Państwowych. W 1963 roku przejęła go Miejska Rada Narodowa w Tarnowie, ponownie podjęto prace archeologiczne, które wkrótce przerwano, by wznowić je na przełomie lat 70. i 80. XX wieku.
Las komunalny zagospodarowywano tak, by stanowił miejsce wypoczynku dla mieszkańców Tarnowa. W ciągu kolejnych lat w obrębie parku, przy krawędzi lasu, powstała pływalnia letnia, kręgielnia, skocznia narciarska K-30 i wyciąg narciarski, a w lesie plac zabaw i restauracja.
W 2018 roku uchwałą Rady Miejskiej nazwę parku zmieniono z Park na Górze Świętego Marcina na Park Niepodległości Miasta Tarnowa im. Romana Księcia Sanguszki powstańca 1831 roku – Sybiraka.

## Charakterystyka

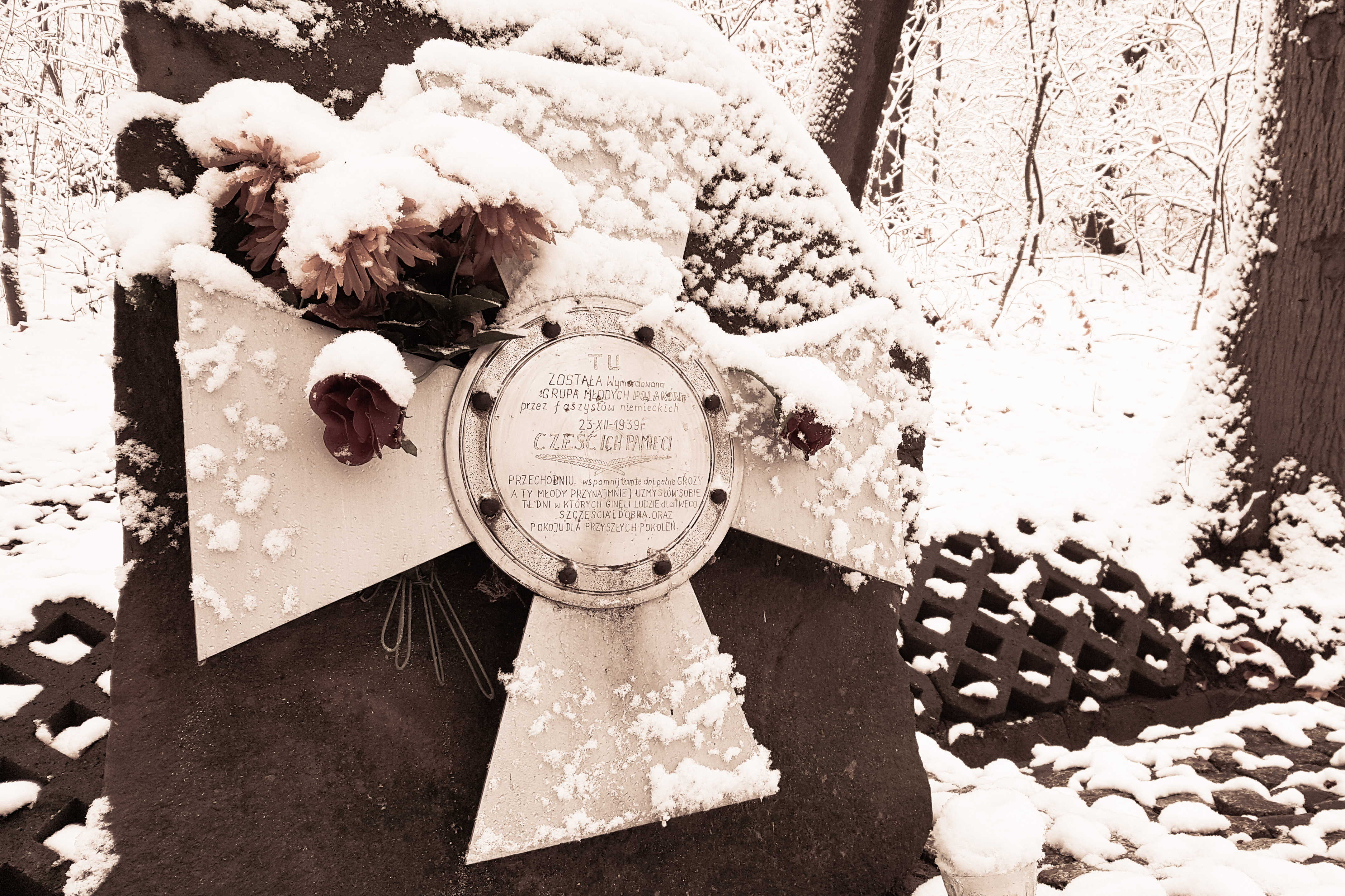
Głaz upamiętniający pomordowanych w dniu 23 XII 1939 młodych Polaków

Park na Górze św. Marcina ma charakter leśny, zajmuje powierzchnię 35,361 ha. Położony jest na opadającym ku północy stoku wzniesienia. Porośnięty jest typowym dla buczyny karpackiej lasem wyżynnym, mieszanym o wysokim stopniu naturalności. Najstarsze drzewa mają 110–120 lat. W drzewostanie wyróżniają się dorodne okazy buków, rosną dęby, jawory, jodły, wiązy, jesiony i modrzewie. Występuje tu kwitnący bluszcz pospolity. W parku można spotkać kilka gatunków dzięcioła, w tym będącego pod ścisłą ochroną gatunkową dzięcioła czarnego. Widywano tu borsuki, sarny, lisy, zaskrońce oraz rzadko spotykane gady: rzekotkę drzewną i traszkę karpacką.
W lesie wytyczono sieć ścieżek dla pieszych i kolarzy górskich. W pobliżu placu zabaw dla dzieci, na małym wybrukowanym placu, znajduje się głaz upamiętniający zamordowanych tu przez faszystów niemieckich młodych Polaków w dniu 23 grudnia 1939 roku z inskrypcją:

„Przechodniu wspomnij tamte dni pełne grozy, a ty młody przynajmniej uzmysłów sobie te dni, w których ginęli ludzie dla twojego szczęścia i dobra oraz pokoju dla przyszłych pokoleń".